# Municipio de Tippecanoe (condado de Kosciusko)
El municipio de Tippecanoe (en inglés: Tippecanoe Township) es un municipio ubicado en el condado de Kosciusko en el estado estadounidense de Indiana. En el año 2010 tenía una población de 6661 habitantes y una densidad poblacional de 73,25 personas por km².

## Geografía
El municipio de Tippecanoe se encuentra ubicado en las coordenadas 41°18′5″N 85°42′2″O / 41.30139, -85.70056. Según la Oficina del Censo de los Estados Unidos, el municipio tiene una superficie total de 90.93 km², de la cual 78.53 km² corresponden a tierra firme y (13.64%) 12.4 km² es agua.

## Demografía
Según el censo de 2010, había 6661 personas residiendo en el municipio de Tippecanoe. La densidad de población era de 73,25 hab./km². De los 6661 habitantes, el municipio de Tippecanoe estaba compuesto por el 97.18% blancos, el 0.27% eran afroamericanos, el 0.27% eran amerindios, el 0.33% eran asiáticos, el 0.02% eran isleños del Pacífico, el 0.78% eran de otras razas y el 1.16% pertenecían a dos o más razas. Del total de la población el 2.1% eran hispanos o latinos de cualquier raza.